# Landquart (plaats)
Landquart is een kleine plaats in de gelijkamige gemeente in het Zwitserse kanton Graubünden. Landquart telt ongeveer 4300 inwoners en is vooral bekend als overstapplaats voor treinreizigers: hier geven de treinen uit Bazel en Sankt Gallen van de nationale spoorwegmaatschappij SBB aansluiting op de regionale treinen (smalspoor) van de RhB richting Davos en Scuol-Tarasp. In Landquart bevindt zich ook een werkplaats van de RhB.

## Geschiedenis
De plaats maakte deel uit van de gemeente Igis tot op 1 januari 2012 de gemeente fuseerde met Mastrils tot de gemeente Landquart.